# Драме, Франц
Франц Альхусе́йн Дра́ме (англ. Franz Alhusaine Drameh, род. 5 января 1993, Хакни, Лондон) — английский актёр гамбийского происхождения. Наиболее известен по роли Денниса в фильме «Чужие на районе» и Джея Джексона в телесериале «Легенды завтрашнего дня».

## Фильмография

### Кино
| Год  | Название на русском | Название на английском | Роль   | Примечания |
| ---- | ------------------- | ---------------------- | ------ | ---------- |
| 2011 | Чужие на районе     | Attack the Block       | Деннис |            |
| 2012 | Моё убийство        | My Murder              | Маркус |            |
| 2012 | Сейчас самое время  | Now Is Good            | Томми  |            |
| 2014 | Грань будущего      | Edge of Tomorrow       | Форд   |            |
| 2015 | Наследие            | Legacy                 | Шон    |            |
| 2019 | Джентльмены         | The Gentlemen          | Бэнни  |            |

### Телевидение
| Год     | Название на русском     | Название на английском | Роль                                        | Примечания      |
| ------- | ----------------------- | ---------------------- | ------------------------------------------- | --------------- |
| 2007    | Катастрофа              | Casualty               | Кейси Хьюс                                  | 1 эпизод        |
| 2008-09 |                         | Parents of the Band    | Гранвилл                                    | 6 эпизодов      |
| 2012    | Катастрофа              | Casualty               | Стиви Кингсли                               | 3 эпизода       |
| 2012-13 | Девчонки                | Some Girls             | Брэндон Тейлор                              | 9 эпизодов      |
| 2015-17 | Флэш                    | The Flash              | Джефферсон «Джекс» Джексон / Огненный Шторм | 3 эпизода       |
| 2016-18 | Легенды завтрашнего дня | Legends of Tomorrow    | Джефферсон «Джекс» Джексон / Огненный Шторм | Постоянная роль |
| 2017    | Супергёрл               | Supergirl              | Джефферсон «Джекс» Джексон / Огненный Шторм | 1 эпизод        |
| 2017    | Стрела                  | Arrow                  | Джефферсон «Джекс» Джексон / Огненный Шторм | 1 эпизод        |
| 2019    | Видеть                  | See                    | Бутс                                        |                 |